# Antonio Berlingieri
Antonio Berlingieri (Rossano Calabro, 7 aprile 1904 – 9 settembre 2003) è stato un politico italiano.

## Biografia
Avvocato di professione, politicamente impegnato nella DC, con la quale è consigliere comunale a Rossano Calabro, sua città natale.
Nel 1958 viene eletto Senatore nella terza Legislatura e poi viene confermato alle elezioni del 1963 per la quarta Legislatura, conclude il proprio mandato parlamentare nel marzo 1968.
Successivamente è membro del Consiglio Superiore della Magistratura, restando in carica dal 2 aprile 1968 fino al 17 luglio 1972.